# Metabolismus měkkýšů
Měkkýši patří mezi živočichy s nestálou tělesnou teplotou (studenokrevní, poikilotermní, ektotermní). Např. plzák černý (Arion ater) má při okolní teplotě 33,7 °C teplotu těla 21 °C.
Živočichové s nestálou tělesnou teplotou mají asi řádově nižší velikost metabolismu vztaženou na jednotku hmotnosti než teplokrevní. Metabolismus plžů je přímo úměrný tělesné hmotnosti. Spotřeba kyslíku závisí také na aklimatizaci. Jedinci aklimatizovaní na chlad spotřebovávají při stejné teplotě méně kyslíku.
|                                                   | spotřeba kyslíku [ml·g−1·hod−1] | hmotnost | poznámka              |
| ------------------------------------------------- | ------------------------------- | -------- | --------------------- |
| žížala obecná Lumbricus terrestris (pro srovnání) | 0,037                           |          |                       |
| hlemýžď zahradní Helix pomatia                    | 0,02                            | 10 g     | klidový metabolismus  |
| škeble Anodonta sp.                               | 0,00625                         | 276,8 g  | zdroj: Hejtmánek 1856 |
| moucha (pro srovnání)                             | 0,14                            | 0,2 g    |                       |
| malá štika Esox lucius (pro srovnání)             | 1,54942                         | 68,8 g   |                       |
| člověk Homo sapiens (pro srovnání)                | 0,3                             | 70 kg    |                       |

Možná právě proto jsou měkkýši tak pomalí. Mají také pomalou činnost srdce.
|                     | A/C | P/C | R/C | P/A | R/A |
| ------------------- | --- | --- | --- | --- | --- |
| Littorina irrorata  | 45  | 7   | 38  | 14  | 86  |
| Scrobicularia plana | 61  | 13  | 48  | 22  | 78  |

Specifická produkce (C) = produkce za den vztažená na jednotku biomasy.
- Unio tumidus 0,000 35
- Sphaerium corneum 0,004 4

Se zvětšováním velikosti těla a s prodlužující se délkou života C klesá. Produkce P je rovna součinu délky života C, průměrné biomasy populace B a počtu dní t, tedy platí P = C · B · t: 

U krakatic se může přeměnit na tělesnou hmotnost až 50 % hmotnosti potravy (u savců asi 20 %).
Měkkýši v listnatém lese ve Velké Británii (Duvigeneaud 1988, podle Satchell 1971): 
- hustota 1 g·m−2 půdy, respirace 12,6 kJ·m−2·rok−1

Plži v lesní půdě pod buky v Dánsku (Duvigeneaud 1988 str. 201, podle Bornebush, Russel 1950):
- mul pH 6,1–5,8, počet 1 050 000 ha−1, biomasa 50,0 kg·ha−1, spotřeba kyslíku 240 l·ha−1·den−1
- mor pH 5,6–3,6, počet 520 000 ha−1, biomasa 32,4 kg·ha−1, spotřeba kyslíku 150 l·ha−1·den−1

Zajímavé je, že proužkovaná forma keřovky plavé (Fruticicola fruticum) vydýchá za hodinu dvaapůlkrát více CO2 než její forma bez pásků.

## Látkové složení těl
Ústřice obsahují v prosinci maximum glykogenu, až 7,91 %, také obsahují hodně zinku, vitamínu B12 a vitamínu D. Roku 1963 se v severní Americe vylovilo 28 000 000 kg ústřic.
Mlži obsahují stejně železa jako libové maso.
|             | bílkoviny g/100 g | tuky g/100 g | glycidy g/100 g | kJ/100 g |
| ----------- | ----------------- | ------------ | --------------- | -------- |
| ústřice     | 7,8 až 9          | 1,2 až 1,5   | 3,8 až 4,8      | 240      |
| slávky      | 12,3              | 2,1          | 2,0             | 304      |
| hřebenatky  | 17,2              | 1,2          | 1,0             | 336      |
| ušně        | 14,9              | 0,5          | pod 0,1         | 258      |
| mořští plži | 11,7              | 1,4          | pod 0,1         | 240      |
| olihně      | 15,0              | 1,0          | 3,0             | 324      |